# Акула-робот
«Акула-робот» (англ. Roboshark) — канадско-болгарский фантастический фильм ужасов 2015 года режиссёра Джеффри Скотта Ландо. Кинолента сочетает в себе элементы экшна, комедии и научной фантастики. Премьера фильма состоялась 18 июля 2015 года на телеканале Syfy Universal.

## Сюжет
К Земле приближается инопланетный космический корабль и запускает зонд, попадающий в атмосферу, а затем падающий в Тихий океан недалеко от Сиэтла, где его пожирает большая белая акула . Вскоре акула, под влиянием зонда, превращается в Робоакулу, охотящуюся на всё, что сочтёт привлекательным. Она практически бессмертна, её не берут ни пули, ни ракеты, зато своими зубами она спокойно прогрызает железные плиты и топит корабли. Первая жертва — военная субмарина «Ласточка», которая попыталась торпедировать чудовище, однако вскоре оказалась обычной закуской для акулы. Своими острыми зубами акула разрывает обшивку подлодки и ни одна торпеда не в состоянии её остановить. Далее акула вошла в дренажную систему Сиэтла и терроризирует город. Армия США охотится на акулу-робота, готовая обрушить на опасное создание всю свою боевую мощь, но благодаря социальным сетям честолюбивая ведущая новостей и её технически подкованная дочь опережают всех в стремлении прекратить разгром…

## В ролях
- Алексис Питерман — Триш Лэнсон
- Мэтт Риппи — Рик Лэнсон
- Найджел Барбер — адмирал Натан Блэк
- Ванесса Грасс — Мелоди Лэнсон
- Исаак Хэйг — Луи
- Лаура Дэйл —  Вероника Виола
- Владо Мажанаов
- Дерек Морс —  Ксавьер
- Кикер Робинсон
- Владимир Михайлов — Эрик
- Кbтодар Тодоров— Мэлоун
- Христо Балабанов — Макс